# Jikdrel Tsewang Dorje
Rinpoché
Konchok Tenpai Nyima Dzogchen Ponlop Rinpoché
Jikdrel Tsewang Dorje (né en 1925 à Denkhok, Dergué, Kham,  mort en 1962 à Gangtok) est la 6e incarnation dans la lignée des Dzogchen Ponlop.

## Biographie
Dzogchen Ponlob Jikdrel Tsewang Dorje est né dans la famille « Den Atub Tsang » à Den, dans le Kham en 1925. Il est le frère cadet du 16e karmapa Rangjung Rigpe Dorje.
Le 5e dzogchen drubwang, Thubten Chökyi Dorje (1872-1935) l'a identifié comme réincarnation du 5e dzogchen ponlob, Konchok Tenpai Nyima (c.1898-c.1924), et l’a amené au monastère de Dzogchen, Orgyen Samten Choling, à Rudam, et lui a donné le nom de Tubten Jikdrel Tsewang Dorje.
Il a commencé ses études sous la tutelle de Khenchen Tubten Nyendrak (1883-1959) qui lui a enseigné la lecture, la mémorisation de textes, l'écriture, la grammaire et la poésie. Khenchen Pema Tekchok Loden (1879-1955) fut son principal tuteur pour ses études monastiques, comprenant le Sangwa Nyingtik.
Après son arrivée au monastère de Dzogchen, Jikdrel Tsewang Dorje a eu des problèmes de santé. Certains ont supposé que cela était dû à sa naissance dans une famille karma kagyu, en dépit des liens anciens de cette école  avec l’école nyingma. En partie à cause de cela, il a quitté le monastère de Dzogchen et est retourné dans son village natal pour une pratique intensive. À Den, il fit une retraite à Pema Retro, puis il rejoint le siège du Karmapa, Tolung Tsourphou près de Lhassa.
Lors du soulèvement tibétain de 1959, Jikdrel Tsewang Dorje a fui le Tibet pour s’exiler au Sikkim en Inde avec son frère, le 16e Karmapa. À peine deux ans plus tard, en 1962, il est décédé au monastère de Rumtek à Gangtok, au Sikkim.
Le 16e Karmapa a identifié sa réincarnation, né à Rumtek en 1965.